# Sun-Ken Rock
Sun-Ken Rock (サンケンロック, Sanken Rokku) é uma série de mangá japonesa escrita e ilustrada por Boichi. O enredo conta a história de Ken, um delinquente do ensino médio recusado pela garota que ele amava, Yumin, que prontamente deixou o Japão para se tornar um policial na Coréia. Ansioso para ver a garota que ele amava, Ken abandonou o ensino médio para viajar para a Coréia e se tornar um oficial como Yumin. Embora Ken conseguisse viajar para a Coréia, ele se viu incapaz de se tornar um oficial e, em vez disso, tornou-se um pobre Preso sem dinheiro ou emprego. Depois de salvar um homem velho de ser abusado por um grupo de membros de gangues, ele foi procurado pelo chefe de uma gangue local liderada por Tae-Soo Park, que fez dele o novo chefe. O mangá foi licenciado pela JManga, mas agora está disponível através de uma assinatura somente leitura / impressão no BookWalker e no Crunchyroll. Foi anunciado em Young King quarta emissão ' de 2016, que os mangás terminará em 22 de fevereiro de 2016.

## Enredo
A história gira em torno de Ken (o principal protagonista), um homem de uma família de classe alta que ficou órfão jovem devido ao envolvimento de sua família com a Yakuza; ele se tornou um delinquente do ensino médio conhecido por lutar. A única coisa que o motiva a agir é através de suas afeições românticas por uma colega de classe, Yumi. Depois de saber que ela decidiu se mudar para a Coreia para se tornar policial, Ken deixou sua vida no Japão para trás e tentou seguir os passos de Yumin; devido a circunstâncias imprevistas, ele se torna o chefe de uma gangue local e tenta escondê-lo de Yumin. Como líder, a gangue é renomeada como Sun-Ken Rock Group . No início, a turma consistia apenas de poucos membros e nem sequer tinha uma base. À medida que a história avança, a gangue Sun-Ken Rock torna-se maior à medida que recrutam novos membros e assumem territórios e investimentos de outras gangues. O Sun-Ken Rock Group adquire uma empresa MMORPG, um grande cassino, uma das maiores empresas de mídia televisiva da Coréia, além de receber favores políticos (tornando-os a gangue mais poderosa da Coreia). No entanto, ao longo de tudo isso, Ken fez o seu melhor para evitar revelar-se a Yumin como um líder de gangue como ela despreza as gangues. Ironicamente, Yumin foi preparada para se tornar uma planta avançada na Coréia para ajudar seu grupo Yakuza a estabelecer as fundações para expandir sua participação na Coréia do Sul; devido à recusa de Yumin de se juntar aos "negócios da família", seus planos foram paralisados quando vários membros tentaram levá-la de volta ao Japão ou tentar levá-la de volta ao controle da Yakuza. Entre a ascensão de Ken, ele e Yumin se aproximaram e Yumin começou a ter sentimentos por Ken. No entanto, as coisas sempre foram complicadas pela interferência das atividades de gangues de Ken e / ou das conexões de Yuminza de Yumin. A série, apesar de ser muito adulta, defende muitos valores shonen-esque, como a importância da amizade e o conceito de ser um "homem verdadeiro". O ponto de virada na história foi quando ela foi sequestrada por seu próprio grupo e Ken foi exposto como um líder de gangue em suas tentativas de resgatá-la de seu maior rival, Kim Ban Phong (um vietnamita-coreano que tem uma pontuação viciosa para resolver Ken). O mangá tem três spin-offs " Dango Knight ", " Sun Ken Rock Gaiden - Yumin " e " I Want Feed Yumin ".

## Personagens
Ken Kitano (北野堅, Kitano Ken)
Um delinquente do ensino médio e o protagonista principal que sai da escola e deixa o Japão em busca de seu amor, Yumin. Enquanto na Coréia, ele vive sua vida como um trancado por um ano inteiro, sendo incapaz de encontrar um emprego real. Depois de salvar um velho de ser morto por agiotas, ele foi observado e convidado a se juntar a uma gangue local (gondal) para trabalhar sob Tae-soo como um de seus subordinados. Depois de lutar contra Tae-soo, ele recebeu a posição de chefe. Inicialmente, ele recusou, pois queria se juntar à força policial ao lado de Yumin, mas Tae-soo finalmente o manipula para assumir a posição. Sua força e senso de justiça lhe rendem a lealdade de sua gangue e da comunidade local. Como líder da gangue Sun-Ken Rock, ele muitas vezes esconde sua verdadeira identidade de outras pessoas (por exemplo, ele diz a Yumin que trabalha em uma empresa de videogames como capa). Os pais de Ken foram mortos durante uma guerra de Yakuza quando ele tinha 13 anos. O mangá termina com ele entregando todos os seus negócios a Yumi, para que ele e sua gangue possam atuar como protetores do Japão e não como criminosos, com o painel final mostrando-o dirigindo pelo lugar onde ele disse a Yumi que a amava pela primeira vez, com a implicação de que, embora nunca possam estar juntos, Ken sempre a amará. O design de personagens de Ken é fortemente influenciado por Vash, do mangá de Trigun.
Yumi "Yumin" Yoshizawa (吉沢祐美, Yoshizawa Yumi)
O interesse amoroso de Ken, uma garota que deixou o Japão para se tornar policial no departamento encarregado do crime organizado. Ela inicialmente afirma ser uma garota coreana chamada Yumin, pois não queria que ninguém suspeitasse dela imediatamente partir para a Coréia do nada. Seu nome verdadeiro é Yumi e ela é realmente japonesa. Ela odeia bandidos, depois descobre que é filha de um chefe japonês da Yakuza que matou os pais de Ken. Seu ódio por gangues é devido a sua mãe e irmã serem mortas por outras Yakuza quando ela era jovem. Como filha de um chefe da Yakuza, ela domina algumas artes marciais e é uma lutadora muito capaz. Ela também tem sentimentos por Ken, sem saber que ele é um chefe do submundo. Mais tarde, ela foi sequestrada pela gangue de Kim Ban-Phuong, que a mantém como refém. Ela fica chocada quando descobre que Ken é o chefe de Ban-Phuong. Sentindo-se traída a princípio, ela confronta Ken apenas para perdoá-lo depois de um pedido de desculpas mais tarde, depois do qual ela o aplaude no duelo com Ban-Phuong. Os dois decidem atacar a sede de seu pai, mas decidem primeiro tirar uma folga em um popular hotspot de férias e finalmente fazer amor em uma igreja durante uma tempestade. É finalmente revelado que Yumi estava manipulando Ken para ajudá-la a tomar o controle do Clã Dragão Branco a princípio, apenas para realmente se apaixonar por ele. Depois que os dois matam Ryu, Yumi destrói o quartel-general do Clã Dragão Branco e assume o controle da organização, embora ela tenha ficado deprimida com seus sentimentos por Ken, que se transformou em auto-aversão por trair seu amor.
Tae-Soo Park (朴 泰秀（パク・テス）, Pak Tesu)
Um gângster coreano e o verdadeiro mentor por trás da maioria das ações secretas da gangue. Originalmente o chefe da gangue, ele passou a liderança para Ken quando percebeu seu potencial e carisma. Ele é o braço direito de Ken, possui numerosas conexões subterrâneas e está encarregado de lidar com os negócios cotidianos da quadrilha. Ele pode ser visto como o verdadeiro mal por trás da gangue e costuma fazer trabalhos sujos para a gangue, mas sua lealdade a Ken é inquestionável. Ele assumiu a gangue depois que seu pai foi morto. Ele foi colocado em coma por Ban-Phuong, mas depois se recuperou.
Enquanto ele inicialmente deposita total confiança em Ken, a diferença entre os seus princípios acaba tornando suas posições como 1º e 2º no comando da turma. Ele acaba usurpando o controle de Ken em um golpe sem sangue, apenas para revelar que era uma manobra tornar-se o bode expiatório de todos os crimes do Sun-Ken Rock Group e permitir que Ken e seus amigos lutassem contra o Clã Dragão Branco sem se preocupar.
San-Dae "Pickaxe" Yang (梁 相太（ヤン・サンテ）, Yan Sande)
Um dos membros originais da gangue de Tae-Soo e um dos capangas de Ken. Ele não gosta de Ken e muitas vezes entra em conflito com ele. Embora sua lealdade às vezes seja questionável, ele é altamente competitivo e não recua de uma luta. Ele deixou sua vila aos 16 anos depois de fazer sexo com a esposa de um fazendeiro. Mais tarde, San-dae encontra sua cidade natal transformada em uma base do Exército dos EUA e percebe que ele nunca poderá voltar à sua vida anterior. Seu apelido vem do fato de ele usar uma picareta de verdade em combate. Seu passado revela que San-dae costumava ser um super-herói / vigilante chamado Diago Knight e foi rejeitado por supervilões do sexo feminino.
Do-Heun Chang (張 頭弘（チャン・ドゥホン）, Chan Duhon)
Um dos membros da quadrilha. Ele é conhecido por seu físico musculoso, mas humilde comportamento. Ken recrutou Chang em uma luta usando uma variedade de táticas para derrubá-lo. Apesar de seu físico musculoso e grande, ele é bastante ágil, capaz de desviar e bloquear dois assassinos profissionais ao mesmo tempo. Ele ama seu carro e seu hobby cuidar dele. Aparentemente, ele morre no capítulo 84, caindo de um prédio em construção, mas sobrevive à queda graças ao seu carro. Ele também é um fã ferrenho e amante da culinária japonesa. No volume 12, ele perdeu a virgindade de prostituta no Kiss Club
San-Ki "Marin" Lee (マリン/李 爽崎（イ・サンギ）, Marin/I Sangi)
O primeiro membro da gangue de Tae-Soo após a morte do pai de Tae-Soo muito antes da história começar e um dos capangas de Ken. Ele é leal a Tae-Soo e Ken. Ex-soldado coreano, ele frequentemente luta com duas mãos com chaves.
Kae-Lyn Kim (金 恵隣（キム・ヘリン）, Kim Herin)
Membro da gangue, também a "faxineira" do Grupo Sun-Ken. É especialista em armas e o 'limpador' do grupo. Ela usa principalmente facas e é obcecada por Ken.
Ji-Hae "Miss Yoo" Yoo (ユ "ミス・ユウ" ・ジヘを, Yoo "Misu Yū" Ji-Hae)
Uma garçonete da casa de chá com problemas com a gangue local durante os primeiros capítulos da história. Ela tem sentimentos por Ken e tentou seduzi-lo depois que Kim Bon-fuu derrotou Ken. Antes que a turma vá para a montanha para treinar, eles a levam para casa, para sua aldeia. Mas Ji-hae foi pega e estuprada por gangues, resultando em seus pais se suicidando quando vêem fotos de sua filha sendo estuprada em gangues publicadas em toda a vila. Ken a encontra trabalhando em uma Sex shop, devido a isso, Ken decide assumir o distrito de prazer. Ela é encarregada do distrito de prazer depois que Ken assume o controle dela.
Oh Dal-Soo (呉 達守, Oh Dal-Su)
Um empresário corrupto, cujo filho foi espancado por Yang-bae e mais tarde preso. Ele pede a Ken para encontrar o homem por trás da surra de seu filho.
Rei Huzimi
Rei é um guarda-costas do pai de Yumin que a salvou de seu passado Yazuka. Ele também tem uma semelhança impressionante com Ken, depois desenvolve sentimentos por Yumin e é forçado por seu pai, o chefe da Yakuza japonesa, a matá-la, mas é derrotado por ela, durante a luta, ele perde uma mão enquanto tenta estuprar. Yumin. Por ordem de Yumin, ele traz de volta a mão decepada e uma espada para apresentar ao pai de Yumin. Mais tarde, ele luta com Ken no escritório de Ryu, onde Ken o derrota, explorando seu desespero de ser amado por Yumi.
Kim Ban-Phuong (金バンフム, Kim Ban Fumu)
Lai Daihan (nascido de pai coreano e mãe vietnamita). Os pais de Ban-Phuong se conheceram durante a guerra do Vietnã, quando seu pai, Kim Jin-hae, foi um soldado que salvou sua mãe quando criança de ser baleado por soldados coreanos. Mais tarde, ele se sentiu culpado e retornou ao Vietnã em 1988 para pedir desculpas mais tarde pelo casamento. Ban-Phoung foi treinado por seu pai e aprendeu artes marciais com ele e seu tio. Quando seu pai morreu, Ban-Phoung viajou para a Coréia do Sul e se apaixonou pela garota vietnamita Hae-yi. O relacionamento deles durou pouco, pois ela cometeu suicídio logo depois que seu chefe e dois homens coreanos tentaram estuprá-la um dia enquanto ela estava sozinha. Isso fez com que Ban-Phoung matasse esses homens e se juntasse à gangue Garugi. Mais tarde, ele derrotou Ken e desapareceu. Ban-Phuong retornou como líder de uma guilda de assassinos, sob o comando do clã White Dragon, que está ocupado interferindo no Sun-Ken Rock Group. Ele revelou o segredo de Yumin Ken e no final ele foi morto tentando salvar Ken e Yumin dos capangas de seu pai.
Bae-Dal
Um ex-monge virou diretor de cassino e treinou Ken e seu grupo por dez meses. Apreciando o luxo, ele acaba perdendo o toque, mas continua sendo um candidato.
Benito Armani (ベニト・アルマーニ, Benito Arumāni)
Um italiano que é um ator pornográfico fracassado. Ele é um homem de mulheres e é o próximo na fila para uma poderosa máfia italiana. Ele é bastante ágil, mas usa essa habilidade principalmente para escapar. Ele se juntou à gangue de Ken com bênçãos da máfia, com a agenda oculta para matar Ken se ele se tornar muito poderoso. Embora ele seja o homem das mulheres, ele é incomodado pela ejaculação precoce. Recentemente, ele foi forçado a retornar à Itália devido à morte de Don Prego, para que ele pudesse suceder o mencionado Don, embora ele ainda valorize o tempo que passou com Ken e os outros.
Sun
Um cantor famoso de K-Pop, para quem Ken se torna gerente de estradas durante uma crise de identidade.
Don Prego (ドン プレゴ, Don Purego)
Um chefe famoso conhecido em toda a Itália como um dos poderosos chefes da máfia de todos os tempos. Ele ordenou que Benito seguisse Ken, mas o mataria se ele se tornasse muito poderoso.
Han
O corrupto advogado do distrito com quem Yumin está trabalhando. Ele é atraído por Yumi e não conhece o segredo dela.
Garugi (ガルギ)
Um líder de gangue responsável pelo sequestro e estupro de Ji-hae. Depois de ser derrotado por Ken, Ken diz para ele ir para o campo e nunca mais aparecer na frente dele. Os membros da gangue cortam as jóias de sua família para que ele "não tenha motivos para voltar". Ele aparece nos capítulos posteriores como agora um sem-teto quebrado que vive longe da sociedade.
Kim Yang-bae (金 勇配, Kim Yong-Bae)
Um negociante de cassino e ex-lutador de boxe que lutou com Ken durante o arco do cassino. Ele já foi um garoto de rua que cuidava do pai de Tae Soo. Mais tarde, ele se tornou um membro do Sun-Ken Rock Group depois de perder para Ken.
Ryu Yoshizawa
O pai de Yumin e chefe do Clã Dragão Branco e foi quem matou os pais de Ken. Ele enviou sua própria filha para a Coréia do Sul para atuar como uma vanguarda da família yakuza. Mais tarde, ele ordenou que Rei matasse sua própria filha.
Muftal Batil
Ele é um dos membros da gangue de Kim Ban-Phuong. Foi ele quem dirigiu o caminhão para atacar Tae Soo, ele é do Cazaquistão, sua irmãzinha Mai foi para a Coréia e se casou. Ele veio à Coréia para visitá-la, mas em vez de encontrar sua irmã feliz e casada com o homem que ela escolheu, ele a encontrou em um pântano. Enfurecido, ele matou todos os homens no pântano e, mais tarde, o marido dela e todos em sua família. Depois que ele se tornou um assassino sedento de sangue, sua irmã se enforcou. Naquele momento, ele queria morrer também, mas, por algum tipo de destino, ele conheceu Kim Ban-Phuon, aquele que o guiou e lhe deu um propósito, e nesse ponto ele viveu para exigir sua vontade.
Kim Gae-ha (キム・ガイン, Kim Ga-In)
Filho do presidente e dono da KG Tititlement, que usava cantores aspirantes como escravos sexuais de políticos. Mais tarde, ele foi derrotado por Ken. Ele foi visto pela última vez para chantagear Jang Yunchang por estupro e incesto.
Diretor Yan Tae-shin
Ele trabalha com a KG Tititlement e lutou com Ken uma vez. Ken mais tarde pede que ele expie seus pecados, continuando a cuidar dos ídolos e da companhia adequadamente.
Kae-ly
A "irmã" de Kae-lyn, que é membro do grupo de garotas da KG Entitlement
Jang Ah-jung
Um membro do grupo feminino é filha de Jang Yunchang é político. Ela foi estuprada pelo pai.
Minhiro
Um membro do grupo de garotas com cabelos curtos e seios grandes. Ela e Na Yun-jeong se aproximam através de uma sessão de fotos.
Na Yun-jeong
Como membro do grupo feminino, ela morava como sem-teto nos Estados Unidos, encontrada pela agência. Ela e Mihiro ficaram próximos após a sessão de fotos. Ela aparentemente é bissexual e masoquista.
Jang Yunchang
Um político corrupto que derrotou Tae-soo Park e o deixou em coma e chantageado por Kim Gae-ha
Ju-Mon
Ele foi rebaixado para uma posição de chef e odeia o chefe do cassino, no entanto, ele ainda trabalha porque é um profissional. Ele disse que todos os seus subordinados que trabalham na cozinha são disciplinados e tornam sua cozinha digna de fazer parte da organização profissional. Ele disse que ainda segue Lee-Man-Gu porque ele é a pessoa mais profissional que conheceu e Ken responde com uma grande risada.
Hui-Rin
O quinto tenente mais forte. Tem grande força e habilidades marciais, e experimenta grandes lutas.
Cherry twins
Irmãs gêmeas que tinham uma queda por Ken. T
Moon Ji-Ae (文 智愛)
Gerente do Sun
Oh Man-Won (伍 萬元)
Ele é gerente-geral da KG Direito.
Lee Man-gu
Um homem que trabalhou com o pai de Tae-soo.
Nami
Fugitivo de 16 anos que conheceu Benito Armani e foi salvo por ele de uma gangue.
Homem sem nome com óculos
Um coreano que se tornou colega e amigo de Ken. É revelado que ele pode ser baseado em Boichi.